# دالي (رياضيات)

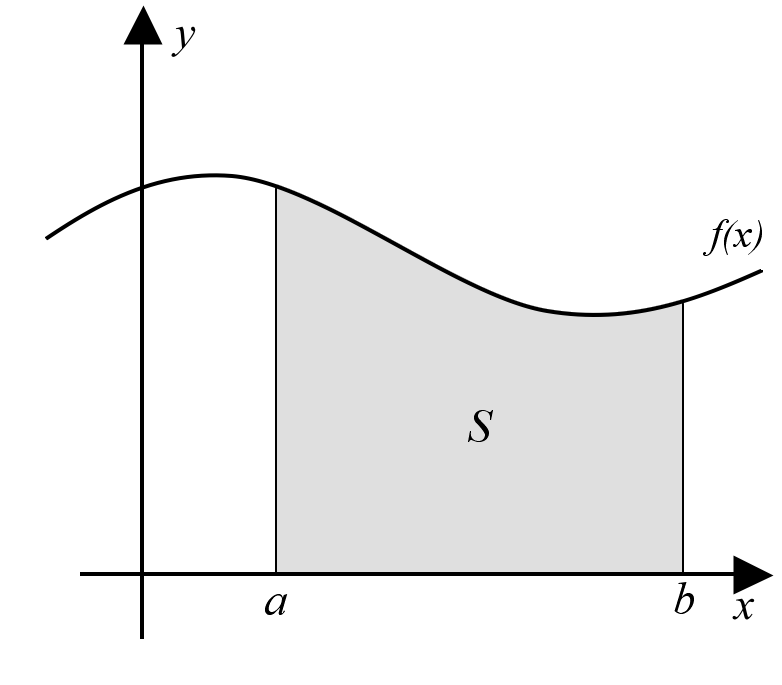

نسمي دالّي أو تابعي كل دالة رياضية معرفة على فضاء متجهي، بحيث يكون مستقر (أو مجموعة وصول) الدالة هو جسم الفضاء المتجهي (R أو C). ومن الدالّيّات الخاصة الدوال المعرفة على الفضاءات الدالية المتجهية (فضاءات عناصرها عبارة عن دوال).

## اقرأ أيضا
- التحليل الدالي